# St. Michael (Adelshofen)

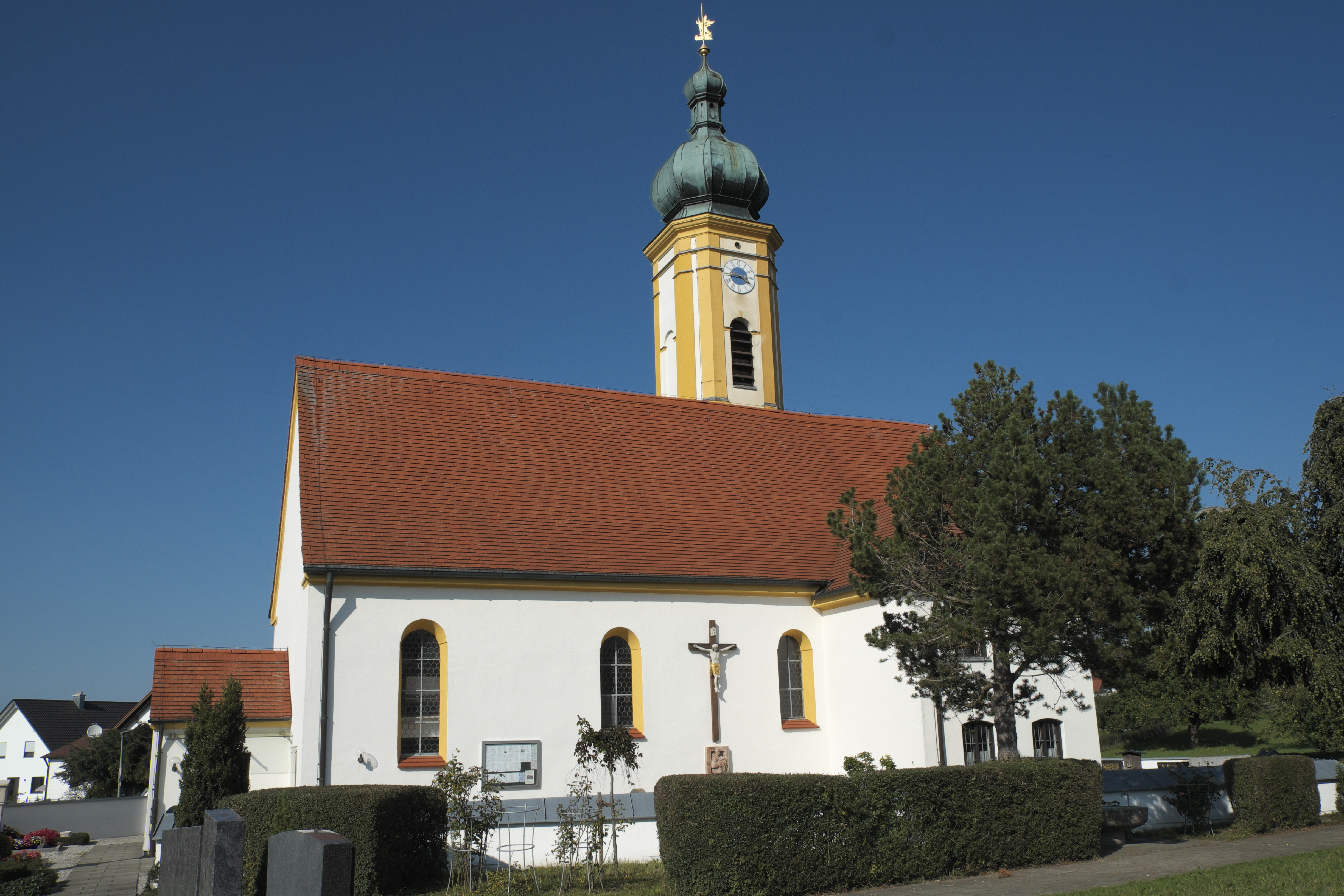
Kirche St. Michael in Adelshofen

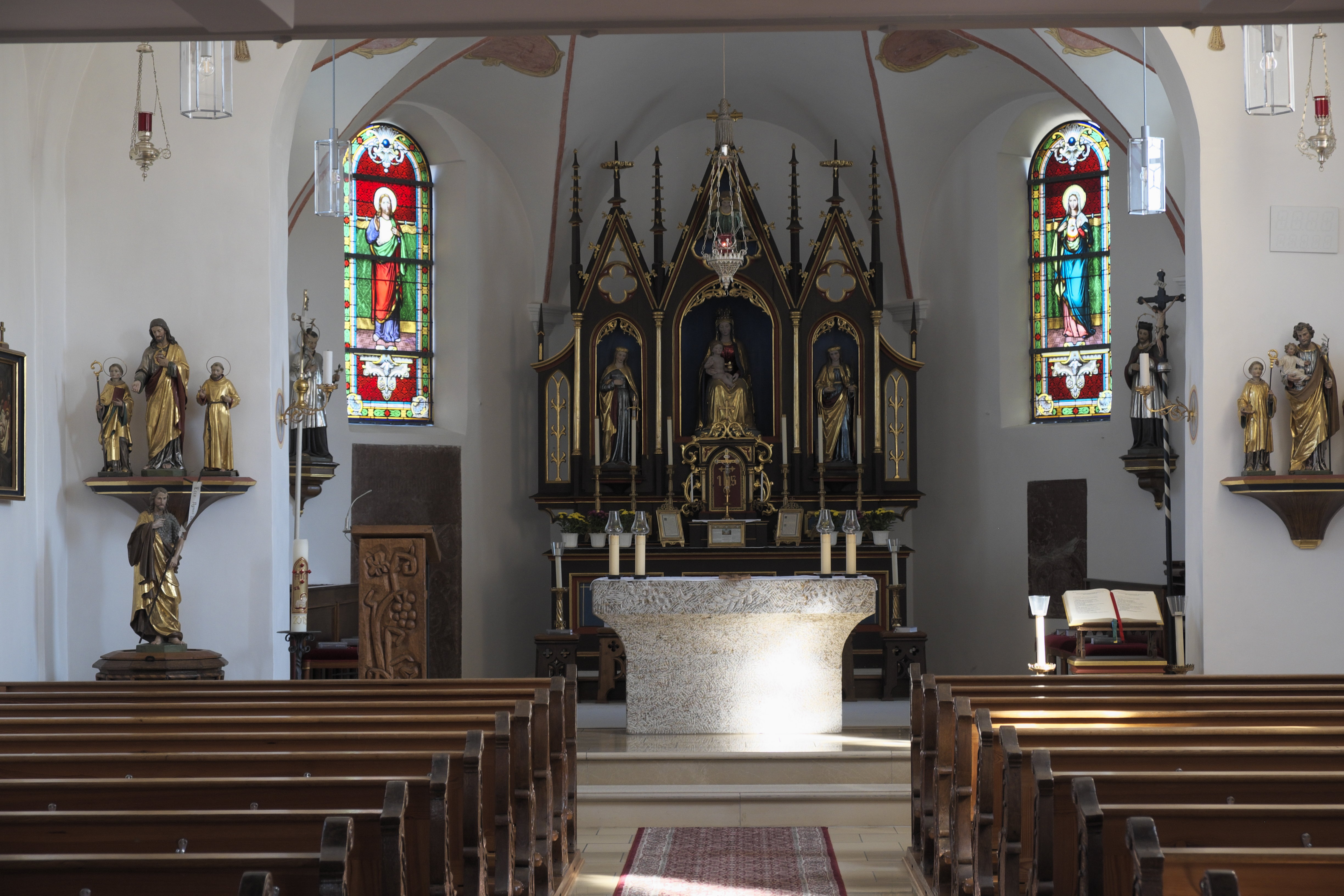
Innenansicht mit Chor

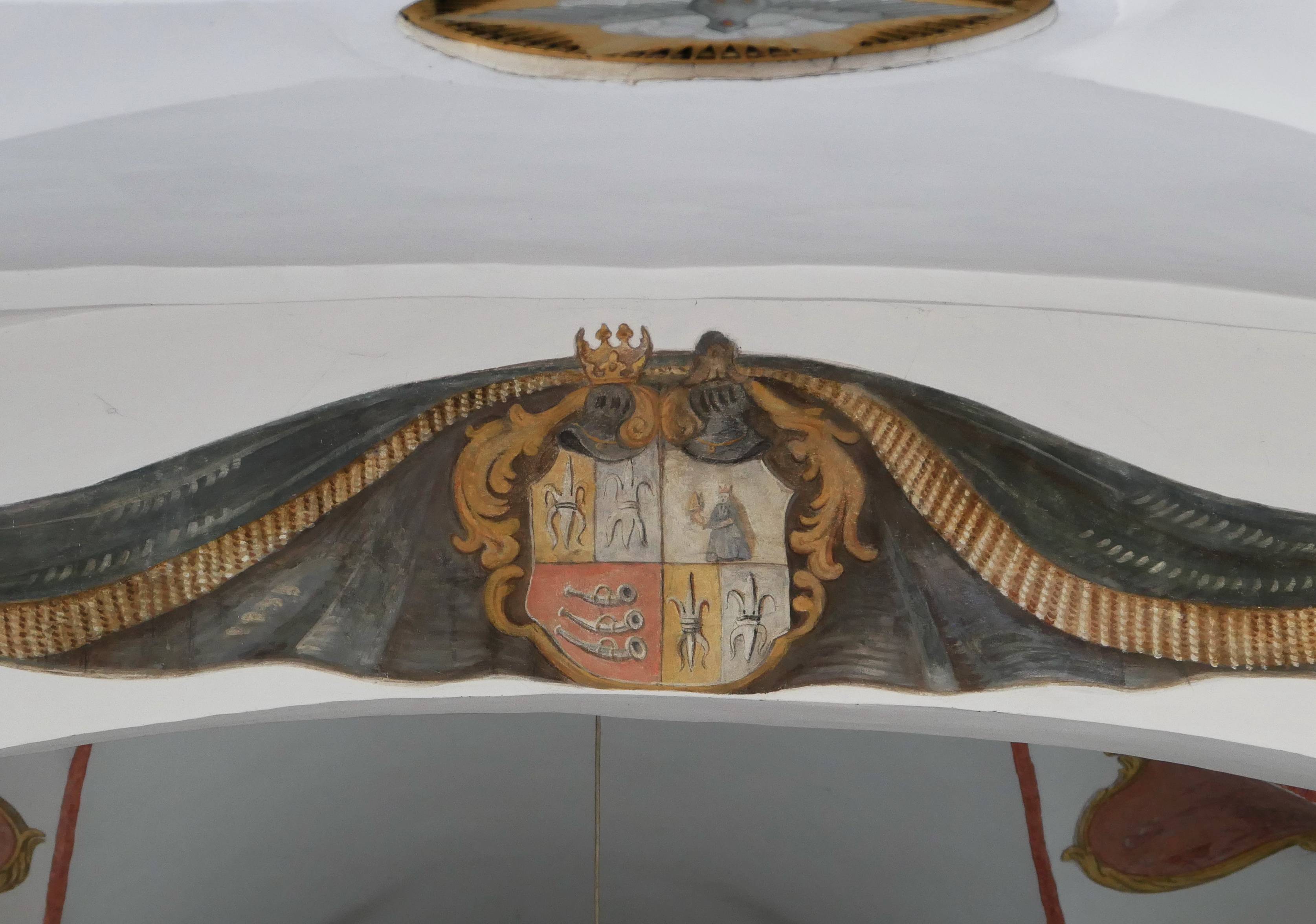
Wappen der Fugger-Kirchberg-Weißenhorn

Die katholische Kuratiekirche St. Michael in Adelshofen, einer Gemeinde im oberbayerischen Landkreis Fürstenfeldbruck, wurde 1452 errichtet und im 17./18. Jahrhundert barockisiert. Die Kirche an der Kirchstraße 2 ist ein geschütztes Baudenkmal.

## Geschichte und Beschreibung
An der Stelle eines Vorgängerbaus aus dem Jahr 1160 ließ der Hofmarksherr Ulrich Adelshofer die heutige Kirche erbauen. Unter Graf Alexander Fugger wurde 1605 die Kirche erneuert und der Chorbogen mit dem Wappen der Fugger-Kirchberg-Weißenhorn versehen. 
Der spätgotische Saalbau mit dreiseitig geschlossenem Chor besitzt eine angefügte zweigeschossige Sakristei und einen nördlichen Chorflankenturm mit Spindelhaube. Der hohe barocke Kuppelturm wurde 1705 aufgesetzt. Die Turmhaube stammt aus dem Jahr 1919.

## Ausstattung
Bei der Renovierung im Jahr 1837 wurde die barocke Kirchenausstattung entfernt. Den neugotischen Hochaltar schuf der Münchner Dombildhauer Josef Otto Entres. Das hölzerne Taufbecken stammt aus dem Jahr 1505.
Bemerkenswert ist die Grabplatte des herzoglichen Landrichters Ulrich Adelshofer († 1461), der Feldhauptmann in der Schlacht bei Alling war.